# Heyting-Algebra
In der Mathematik sind Heyting-Algebren spezielle partielle Ordnungen; gleichzeitig ist der Begriff der Heyting-Algebra eine Verallgemeinerung des Begriffs der Booleschen Algebra. Heyting-Algebren entstehen als Modelle intuitionistischer Logik, einer Logik, in der der Satz vom ausgeschlossenen Dritten im Allgemeinen nicht gilt. Vollständige Heyting-Algebren sind ein zentraler Gegenstand der punktfreien Topologie.
Die Heyting-Algebra ist nach Arend Heyting benannt.

## Formale Definition
Eine Heyting-Algebra {\displaystyle H} ist ein beschränkter Verband mit der Eigenschaft, dass es für alle {\displaystyle a} und {\displaystyle b} in {\displaystyle H} ein größtes Element {\displaystyle x} in {\displaystyle H} gibt mit
{\displaystyle a\wedge x\leq b.}
Dieses Element wird das relative Pseudokomplement von {\displaystyle a} bezüglich {\displaystyle b} genannt und  {\displaystyle a\rightarrow b} geschrieben.
Eine äquivalente Definition kann mittels folgender Abbildungen gegeben werden:
{\displaystyle f_{a}\colon H\rightarrow H} definiert als {\displaystyle f_{a}(x)=a\wedge x,}
für festes {\displaystyle a} in {\displaystyle H}. Ein beschränkter Verband {\displaystyle H} ist eine Heyting-Algebra genau dann, wenn alle Abbildungen {\displaystyle f_{a}} Linksadjungierte einer Galoisverbindung sind.  In diesem Fall ist der jeweilige Rechtsadjungierte {\displaystyle g_{a}} gegeben durch {\displaystyle g_{a}(x)=(a\rightarrow x)}, wobei {\displaystyle \rightarrow } wie oben definiert wird.
Eine vollständige Heyting-Algebra ist eine Heyting-Algebra, die ein vollständiger Verband ist.
In jeder Heyting-Algebra kann man das Pseudokomplement {\displaystyle \lnot x} eines Elements {\displaystyle x} definieren durch {\displaystyle \lnot x=(x\rightarrow \bot )}, wobei {\displaystyle \bot } das kleinste Element der Heyting-Algebra ist. Es gilt {\displaystyle a\wedge \lnot a=\bot }, und zudem ist {\displaystyle \lnot a} das größte Element mit dieser Eigenschaft. Jedoch gilt im Allgemeinen nicht {\displaystyle a\vee \lnot a=\top }, so dass {\displaystyle \lnot } nur ein Pseudokomplement und kein echtes Komplement ist.

## Beispiele

Die freie Heyting-Algebra über einem Erzeuger (Rieger–Nishimura-Verband)

- Jede totale Ordnung, die ein beschränkter Verband ist, ist auch eine Heyting-Algebra mit {\displaystyle (a\to b)={\begin{cases}\top &a\leq b\\b&{\text{sonst.}}\end{cases}}}

- Jede Boolesche Algebra ist eine Heyting-Algebra, mit {\displaystyle a\to b} definiert als {\displaystyle \lnot a\lor b}.

- Jeder vollständige Verband {\displaystyle A}, in dem für alle {\displaystyle x\in A,Y\subseteq A} gilt {\displaystyle x\land \bigvee Y\leq \bigvee \{x\land y\mid y\in Y\}} ist bereits eine vollständige Heyting-Algebra mit {\displaystyle (a\to b)=\bigvee \{x\in A\mid a\land x\leq b\}}. Endliche, beschränkte, distributive Verbände gehören in diese Klasse.

- Die einfachste Heyting-Algebra, die nicht schon eine Boolesche Algebra ist, ist die linear geordnete Menge mit dem Hassediagramm

{\displaystyle {\begin{array}{ccccc}\top \\\mid \\M\\\mid \\\bot \end{array}}}
Man sieht, dass {\displaystyle M\lor \neg M=M\lor \bot =M} den Satz vom ausgeschlossenen Dritten verletzt.
- Der Verband der offenen Mengen eines topologischen Raums ist eine vollständige Heyting-Algebra. In diesem Fall ist {\displaystyle A\rightarrow B} die Vereinigung aller offenen Mengen {\displaystyle F}, die {\displaystyle F\cap A\subseteq B} erfüllen. Unter Verwendung klassischer Logik lässt sich zeigen, dass dies das Innere der Vereinigung von {\displaystyle A_{c}} und {\displaystyle B} ist, wobei {\displaystyle A_{c}} das Komplement der offenen Menge {\displaystyle A} bezeichnet. Nicht alle vollständigen Heyting-Algebren sind auf diese Weise erzeugbar. Damit zusammenhängende Fragen werden in der punktfreien Topologie untersucht, in der vollständige Heyting-Algebren auch Frames oder Locales genannt werden.

- Die Lindenbaum-Algebra der intuitionistischen Aussagenlogik ist eine Heyting-Algebra. Sie ist definiert als die Menge aller aussagenlogischen Formeln, geordnet durch die logische Folgerungsrelation: für zwei Formeln {\displaystyle F} und {\displaystyle G} sei  {\displaystyle F\leq G} genau dann, wenn {\displaystyle F\models G}. Dabei ist {\displaystyle \leq } allerdings nur eine Quasiordnung, die eine partielle Ordnung induziert, welche dann die gewünschte Heyting-Algebra ist.

- Die globalen Elemente des Unterobjekt-Klassifikators {\displaystyle \Omega } eines Elementartopos bilden eine Heyting-Algebra; es ist die Heyting-Algebra der Wahrheitswerte der von dem Topos induzierten intuitionistischen Logik höherer Stufe.

- Die Heytingalgebra mit dem Hassediagramm

{\displaystyle {\begin{array}{ccccc}&&\top \\&&\mid \\&&M\\&\diagup &&\diagdown \\L&&&&R\\&\diagdown &&\diagup \\&&\bot \end{array}}}
ist ein minimales Beispiel mit Elementen {\displaystyle x}, für die {\displaystyle \lnot \lnot x\leq x} gilt, aber nicht {\displaystyle \top \leq x\lor \lnot x} (nämlich: L und R), wie auch ein minimales Beispiel mit Elementen {\displaystyle p,q,r}, für die {\displaystyle p\to q\lor r\leq (p\to q)\lor (p\to r)} nicht gilt (nämlich:{\displaystyle (p,q,r)=(M,L,R)}).
- Für eine natürlich Zahl {\displaystyle n\neq 0} ist der Teilerverband von {\displaystyle n} endlich, distributiv und beschränkt, und somit eine vollständige Heytingalgebra. Diese ist eine Boolesche Algebra gdw. {\displaystyle n} quadratfrei ist.
- {\displaystyle \mathbb {N} } mit Teilerrelation als Ordnungsrelation ist zwar ein vollständiger Verband (größtes Element ist 0, kleinstes Element ist 1, {\displaystyle \bigvee M=\mathrm {kgV} (M)}, bei unendlichen {\displaystyle M} ist das 0), jedoch keine vollständige Heytingalgebra, und somit auch keine Heytingalgebra, da die Distributivität von {\displaystyle \land } über {\displaystyle \bigvee } nicht gilt: {\displaystyle 2\land \bigvee \{3,5,7,9,\dots \}=2\land 0=2}, während {\displaystyle \bigvee \{2\land 3,2\land 5,2\land 7,2\land 9,\dots \}=\bigvee \{1\}=1.}

## Eigenschaften
Heyting-Algebren sind stets distributiv, d. h.
1. {\displaystyle x\land (y\lor z)=(x\land y)\lor (x\land z)} und
2. {\displaystyle x\lor (y\land z)=(x\lor y)\land (x\lor z)}.

Die Distributivität wird manchmal als Axiom postuliert, aber sie folgt schon aus der Existenz relativer Pseudokomplemente. Der Grund für das Gelten von 1) ist, dass {\displaystyle x\wedge -} als unterer Adjungierter einer Galois-Verbindung alle existierenden Suprema bewahrt. 1) ist aber nichts anderes als die Bewahrung binärer Suprema durch {\displaystyle x\wedge -}.
Mit einem ähnlichen Argument lässt sich folgendes infinitäres Distributivgesetz in vollständigen Heyting-Algebren zeigen:
{\displaystyle x\wedge \bigvee Y=\bigvee \{\,x\wedge y\mid y\in Y\,\}}
für alle {\displaystyle x} aus {\displaystyle H} und Teilmengen {\displaystyle Y} von {\displaystyle H}.
Ein Verband {\displaystyle A} mit einer binären Operation {\displaystyle \rightarrow } ist eine Heyting-Algebra genau dann, wenn:
1. {\displaystyle (a\rightarrow a)=\top },
2. {\displaystyle a\wedge (a\rightarrow b)=a\wedge b},
3. {\displaystyle b\wedge (a\rightarrow b)=b},
4. {\displaystyle a\rightarrow (b\wedge c)=(a\rightarrow b)\wedge (a\rightarrow c)}.

Nicht jede Heyting-Algebra erfüllt die beiden De Morganschen Gesetze. Allerdings sind folgende Aussagen über eine beliebige Heyting-Algebra {\displaystyle H} äquivalent:
1. {\displaystyle H} erfüllt beide De Morganschen Gesetze.
2. {\displaystyle \lnot (x\wedge y)=\lnot x\vee \lnot y},  für alle {\displaystyle x,y\in H}.
3. {\displaystyle \lnot x\vee \lnot \lnot x=\top },  für alle {\displaystyle x\in H}.
4. {\displaystyle \lnot \lnot (x\vee y)=\lnot \lnot x\vee \lnot \lnot y},  für alle {\displaystyle x,y\in H}.

Das Pseudokomplement eines Elements {\displaystyle x} aus {\displaystyle H} ist das Supremum der Menge
{\displaystyle \{\,y\mid y\wedge x=\bot \,\}}, und es gehört zu dieser Menge (d. h. es gilt
{\displaystyle x\wedge \lnot x=\bot }).
Ein Element {\displaystyle x} einer Heyting-Algebra {\displaystyle H} heißt regulär, wenn eine der folgenden äquivalenten Bedingungen gilt:
1. {\displaystyle x=\lnot \lnot x}.
2. {\displaystyle x=\lnot y} für ein {\displaystyle y} aus {\displaystyle H}.

Eine Heyting-Algebra {\displaystyle H} ist eine Boolesche Algebra genau dann, wenn eine der folgenden äquivalenten Bedingungen gilt:
1. Jedes {\displaystyle x} aus {\displaystyle H} ist regulär.[1]
2. {\displaystyle x\vee \lnot x=\top } für alle {\displaystyle x} aus {\displaystyle H}.[1]

In diesem Fall ist das Element {\displaystyle a\rightarrow b} gleich {\displaystyle \lnot a\vee b}.
In jeder Heyting-Algebra sind das kleinste und das größte Element, $\bot$ und $\top$, regulär.
Die regulären Elemente einer Heyting-Algebra bilden eine Boolesche Algebra.
Wenn nicht alle Elemente der Heyting-Algebra regulär sind, ist diese Boolesche Algebra kein Unterverband der Heyting-Algebra, weil die Supremums-Operationen verschieden sind.
Ist {\displaystyle H} eine Heyting-Algebra, so kann es sein, dass der dazu duale Verband {\displaystyle H^{\text{op}}} ebenfalls eine Heyting-Algebra ist. Falls das so ist, kann man zu einem Element {\displaystyle a\in H} in {\displaystyle H^{\text{op}}} das Pseudokomplement bilden und dieses als Element {\displaystyle {\bar {a}}} von {\displaystyle H} auffassen. Es gilt dann immer {\displaystyle \lnot a\leq {\bar {a}}}. In der anderen Richtung gilt die Ungleichung im Allgemeinen nicht:
{\displaystyle {\bar {a}}\leq \lnot a} ist äquivalent zu
{\displaystyle a\lor \lnot a=\top } und zu
{\displaystyle a\land {\bar {a}}=\bot }.
Im Unterschied zu manchen mehrwertigen Logiken teilen Heyting-Algebren mit Booleschen Algebren die folgende Eigenschaft: Wenn die Negation einen Fixpunkt hat (also {\displaystyle \lnot a=a} für ein {\displaystyle a}), dann ist die Heyting-Algebra trivial: sie besteht nur aus einem Element.

## Bedeutung für intuitionistische Logik
Arend Heytings Motivation, diesen Begriff einzuführen, war die Klärung der Bedeutung von intuitionistischer Logik für die Grundlagen der Mathematik. Das Peircesche Gesetz {\displaystyle ((P\rightarrow Q)\rightarrow P)\rightarrow P} illustriert die Rolle, die Heyting-Algebren für die Semantik intuitionistischer Logik spielen. Das Peircesche Gesetz ist in klassischer Logik gültig, nicht aber in intuitionistischer Logik.
Eine Heyting-Algebra ist vom logischen Standpunkt aus gesehen eine Verallgemeinerung der üblichen Menge von Wahrheitswerten. Unter anderen entspricht dem größten Element {\displaystyle \top } einer Heyting-Algebra der Wahrheitswert wahr; das kleinste Element {\displaystyle \bot } entspricht falsch. Die übliche zweiwertige Logik ist das einfachste Beispiel einer Heyting-Algebra – sie besteht nur aus diesen beiden Elementen. Abstrakt gesagt ist die zwei-elementige Boolesche Algebra auch (wie jede Boolesche Algebra) eine Heyting-Algebra.
Klassisch gültige Formeln sind solche, die unter jeden möglichen Belegung der aussagenlogischen Variablen in der zweiwertigen Booleschen Algebra den Wert {\displaystyle \top } (wahr) ergeben, d. h. die üblichen aussagenlogischen Tautologien. (Äquivalent dazu können auch alle Belegungen in allen Booleschen Algebren betrachtet werden.) Intuitionistisch gültige Formeln sind hingegen solche, die für alle Heyting-Algebren und alle Belegungen den Wert {\displaystyle \top } ergeben.
In der oben angegebenen dreielementigen Heyting-Algebra ist der Wert von Peirces Gesetz nicht immer {\displaystyle \top }: wenn man {\displaystyle P} mit {\displaystyle M} und {\displaystyle Q} mit {\displaystyle \bot } belegt, dann ist der Wert {\displaystyle ((P\rightarrow Q)\rightarrow P)\rightarrow P} nicht {\displaystyle \top }, sondern nur {\displaystyle M}. Nach oben Gesagtem bedeutet das, dass das Peircesche Gesetz intuitionistisch nicht gültig ist – klassisch ist es aber schon gültig.